# Меан
Меа́н (фр. Méasnes, окс. Mesnes) — коммуна во Франции, находится в регионе Лимузен. Департамент коммуны — Крёз. Входит в состав кантона Бонна. Округ коммуны — Гере.
Код INSEE коммуны — 23130.

## Население
Население коммуны на 2010 год составляло 584 человека.
| 1962 | 1968 | 1975 | 1982 | 1990 | 1999 | 2010 |
| ---- | ---- | ---- | ---- | ---- | ---- | ---- |
| 934  | 834  | 719  | 705  | 668  | 615  | 584  |

## Экономика
В 2010 году среди 350 человек трудоспособного возраста (15—64 лет) 224 были экономически активными, 126 — неактивными (показатель активности — 64,0 %, в 1999 году было 66,8 %). Из 224 активных жителей работали 206 человек (119 мужчин и 87 женщин), безработных было 18 (7 мужчин и 11 женщин). Среди 126 неактивных 24 человека были учениками или студентами, 72 — пенсионерами, 30 были неактивными по другим причинам.